# 6826 Lavoisier
6826 Lavoisier eller 1989 SD1 är en asteroid i huvudbältet som upptäcktes den 26 september 1989 av den belgiske astronomen Eric W. Elst vid La Silla-observatoriet. Den är uppkallad efter den franske kemisten Antoine Lavoisier.
Asteroiden har en diameter på ungefär 6 kilometer och den tillhör asteroidgruppen Koronis.